# Equador (República Democràtica del Congo)
|  | Aquest article tracta sobre la província de la República Democràtica del Congo. Si cerqueu el país sud-americà, vegeu «Equador». |

Equador és una de les províncies previstes a la República Democràtica del Congo segons la Constitució de maig del 2005.
Se situa al nord-oest del país, sobre el riu Congo. El seu territori forma part de la província històrica d'Equador, car n'és una subdivisió.